# Монизам
Монизам је филозофско учење према којем се све може извести из једног јединог начела. Реч је грчког порекла. Супротно монизму је дуализам (и плурализам). Могу се разликовати различите врсте монизма:
- Приоритетни монизам наводи да се све постојеће ствари враћају ка извору који се разликује од њих; нпр. у неоплатонизму све произлази из једног.[1] У овом је гледишту само једна ствар онтолошки основна или пре свега осталог.
- Монизам постојања сматра да, строго говорећи, постоји само једна ствар, свемир, која се једино вештачки и произвољно може поделити на многе ствари.[2]
- Монизам супстанци тврди да се мноштво постојећих ствари може објаснити помоћу једне стварности или супстанце.[3] Монизам супстанци сматра да постоји само једна врста ствари, мада се од тих ствари могу сачињавати многе ствари, нпр. материја или ум.

## Дефиниције
Постоје две врсте дефиниција за монизам:
1. Широка дефиниција: филозофија је монистичка ако постулира јединство порекла свих ствари; све постојеће ствари враћају се у извор који се разликује од њих.[1]
2. Ограничена дефиниција: ово захтева не само јединство порекла, већ и јединство супстанце и суштине.[1]

Иако је термин „монизам” изведен из западне филозофије за типизирање позиција у проблему ума и тела, он се такође користио за типизацију верских традиција. У модерном хиндуизму, термин „апсолутни монизам” користи се за адвајта веданту.

## Историја
Монизам је темељно разматран у индијској филозофији и веданти кроз историју, почевши још од Ригведе. Термин монизам увео је у 18. веку Кристијан фон Волф у свом делу Логика (1728), да би означио типове филозофске мисли у којима се покушавало да се елиминише дихотомија тела и ума и да се све појаве објасне једним обједињујућим принципом, или као манифестације једне супстанце.
Проблем ума и тела у филозофији испитује однос између ума и материје, а посебно однос између свести и мозга. Проблемом се бавио Рене Декарт у 17. веку, што је резултирало картезијанским дуализмом, и преаристотеловски филозофима, у авиценијевом филозофијом, и у ранијим азијским и тачније индијским традицијама.
То је касније примењено и на теорију апсолутног идентитета коју су поставили Хегел и Шелинг. Након тога, термин је био у широј употреби, за било коју теорију која постулира обједињујући принцип. Противничка теза о дуализму такође је проширена, на плурализам. Према Урмсону, као резултат ове проширене употребе, термин је „систематски двосмислен“.
Према Џонатану Шаферу, монизам је изгубио популарност због појаве аналитичке филозофије почетком двадесетог века, која се побунила против неохегелијанаца. Рудолф Карнап и Алфред Џ. Ајер, који су били снажни заговорници позитивизма, „исмејали су читаво питање као некохерентни мистицизам“.
Проблем ум-тело поново се појавио у социјалној психологији и сродним областима, са интересовањем за интеракцију ума и тела и одбацивањем картезијанског дуализма ум-тело у тези о идентитету, модерном облику монизма. Монизам је такође још увек релевантан за филозофију ума, где се бране различите позиције.

## Религија

### Пантеизам
Пантеизам је веровање да све чини свеобухватног, иманентног Бога, или да је универзум (или природа) идентичан са божанством. Пантеисти стога не верују у личног или антропоморфног бога, али верују да се тумачења појма разликују.
Пантеизам је популаризован у модерној ери као теологија и као филозофија заснована на делима филозофа из 17. века Баруха Спинозе, чија је Етика била одговор на Декартову чувену дуалистичку теорију да су тело и дух одвојени. Спиноза је сматрао да су то двоје исто, и овај монизам је фундаментални квалитет његове филозофије. Описан је као „човек опијен Богом“ и користио је реч Бог да опише јединство све супстанце. Иако је термин пантеизам скован тек након његове смрти, Спиноза се сматра његовим најпознатијим заговорником.

### Панентеизам
Панентеизам (од грчког πᾶν (pân) „све“; ἐν (en) „у“; и θεός (theós) „Бог“; „све-у-Богу“) је систем веровања који поставља да је божанско (било да је монотеистички Бог, политеистички богови или вечна космичка оживљавајућа сила) прожима сваки део природе, али није једно са природом. Панентеизам се разликује од пантеизма, који сматра да је божанско синоним за универзум.
Док пантеизам тврди да је 'Све је Бог', панентеизам тврди да Бог оживљава цео универзум, а такође и превазилази универзум. Поред тога, неки облици указују на то да је универзум садржан у Богу, као у јудаистичком концепту Цимцума. Велик део хиндуистичке мисли је високо окарактерисан панентеизмом и пантеизмом.